# Biblioteca Theodore Hesburgh
La biblioteca Theodore Hesburgh es el edificio principal del sistema de bibliotecas de la Universidad de Notre Dame, en Indiana. El edificio se inauguró el 18 de septiembre de 1963, según la Biblioteca Memorial. Debe su nombre al padre Theodore Hesburgh en 1987. La biblioteca cuenta con 3,39 millones de volúmenes, probablemente la colección de investigación más grande de los Estados Unidos.

## Mural
Al lado de la biblioteca se encuentra un gran mural de la resurrección de Jesús titulada La Palabra de Vida. Fue diseñado por Millard Sheets. La imagen de Jesús es visible desde el estadio de fútbol americano y tiene sus brazos levantados en la misma forma que un árbitro que señala un touchdown. A partir de esta semejanza vino el apodo de "Touchdown Jesus".